# 김나윤 (모델)
김나윤(1985년 2월 27일 ~)은 대한민국의 모델이다.

## 수상
- 2011년 슈퍼모델 선발대회 슈퍼모델 하퍼스바자

## 학력
- 경기대학교 패션모델학과 (졸업)

## 웹사이트
- 김나윤 블로그